# Дилатометрія
Дилатометрі́я — (від лат. dilato — розширюю і грец. μετρέω — вимірюю), (рос. дилатометрия, англ. dilatometry, нім. Dilatometrie f) — розділ фізики, в якому вивчають залежність зміни розмірів тіла під дією зовнішніх умов (температури, тиску, електричних і магнітних полів, іонізуючого випромінювання тощо). Питаннями дилатометрії займається також і метрологія.
Предметом дилатометрії є визначення наступних характеристик теплового розширення твердих матеріалів: зміни довжини і коефіцієнтів лінійного розширення; ходу перетворень в процесі нагрівання, охолодження, при ізотермічній витримці, а також критичних температур (при фазових переходах тощо) для цих процесів. Для речовин, що знаходяться в рідкому або газоподібному стані, розглядають тільки об'ємне розширення.
Прилади, що застосовують у дилатометрії називаються дилатометрами. 

## Температурне розширення
Температурне розширення — оборотне подовження в результаті підвищення температури. До нього не відносяться зміни об'єму при фазових перетвореннях. Ступінь розширення речовини віднесений до зміни температури називається коефіцієнтом теплового розширення, що в цілому залежить від температури.
У загальному випадку газу, рідини чи твердого тіла, коефіцієнт об'ємного теплового розширення має вигляд
{\displaystyle \alpha _{V}={\frac {1}{V}}\,\left({\frac {\partial V}{\partial T}}\right)_{p}}
Індекс p означає, що тиск залишається сталим під час розширення, а індекс V підкреслює, що це об'ємне (не лінійне) розширення. У випадку газу, факт сталості тиску є важливим, тому що об'єм газу суттєво залежить від тиску, а також температури. Для газів невеликої густини ця залежність описується рівнянням стану ідеального газу.
У техніці зазвичай використовують середній лінійний коефіцієнт теплового розширення. Він описує відносне лінійне подовження при підвищенні температури на 1°С.

## Техніка вимірювань

### Лінійна дилатометрія
Застосовують наступні методи вимірювання величин лінійних деформацій, пов'язаних із зміною температури:
- оптико-механічні (чутливість ~10-8...10-9 м)  — зміна розмірів тіла призводить до повороту дзеркала, лінійне розширення вимірюється за зміщенням світлового зайчика, відбитого від дзеркала;
- ємнісні (чутливість ~10-11 м)  — зміна розмірів зразка змінює ємність електричного конденсатора, що служить давачем;
- індукційні (чутливість ~10-11 м)  — зміна розмірів зразка спричиняє зміну взаємного розташування двох котушок індуктивності і, отже, і їх взаємну індуктивність, за якою судять про величину переміщення;
- інтерференційні (чутливість ~10-11 м), при яких досліджуваний зразок розміщається між дзеркалами інтерферометра, при зміні відстані між якими інтерференційні смуги зсуваються;
- радіорезонансні (чутливість ~10-14 м), при яких давачем служить об'ємний резонатор, стінки котрого виготовлені з досліджуваного матеріалу, про зміни розміру резонатора судять за зміною його резонансної частоти;
- на основі рентгено-структурних досліджень, котрі дозволяють судити про зміну розмірів тіла за зміною параметрів кристалічної структури матеріалу.

## Об'ємна дилатометрія
Для речовин, що знаходяться в рідкому або газоподібному стані, розглядають лише об'ємне розширення. Методи дилатометрії зводяться головним чином до наступних типів: 
- рідина заповнює резервуар і частину ретельно каліброваного капіляра, спостерігають зміну рівня рідини в капілярі при зміні температури,
- рідина, що заповнює резервуар відомого об'єму, при нагріванні частково з нього витікає, за масою рідини, що вилилась визначають її масу в резервуарі при температурі досліду, а отже, густину рідини в залежності від температури.

Коефіцієнт теплового розширення матеріалу резервуара в обох випадках повинен бути відомий. Методом каліброваного капіляра можна виміряти об'ємне теплове розширення і твердого тіла, помістивши його в резервуар, заповнений рідиною з відомим коефіцієнтом теплового розширення. Для вимірювання теплового розширення рідин застосовувався також метод сполучених посудин, запропонований П. Дюлонгом і А. Пті (1818). Вимірювання об'ємного розширення газів здійснюють дилатометрами, що працюють за принципом газового термометра.

### Дилатометричний аналіз
Фазові перетворення в матеріалі зі зміною температури також пов'язані зі зміною його об'єму. Визначення температурної залежності відносної зміни об'єму зазвичай замінюють вивченням лінійного подовження стрижня в залежності від температури. Зразок при цьому нагрівається або охолоджується з постійною швидкістю (можливі також ізотермічні вимірювання). Фазові перетворення і пов'язані з ними зміни об'єму відбиваються на ході кривоїΔL = f(T). Дилатометричні криві залежностей «подовження — температура» реєструються за допомогою дилатометра. За перегинами на дилатометричній кривій судять про фазові перетворення у матеріалі. Перегини дилатометричної кривої не завжди вказують на перетворення. Зняття внутрішніх напружень також приводить до зміни розмірів зразка. 

## Використання
Методи дилатометрії широко використовують при вивченні властивостей речовин у фізиці, а також в матеріалознавстві. 